# Dipartimento di La Paz (Mendoza)
La Paz è un dipartimento argentino, situato nella parte orientale della provincia di Mendoza, con capoluogo La Paz.

## Geografia fisica
Esso confina a nord con il dipartimento di Lavalle, ad est con la provincia di San Luis, a sud con il dipartimento di San Rafael e ad ovest con quello di Santa Rosa.

## Società

### Evoluzione demografica
Secondo il censimento del 2001, su un territorio di 7.105 km², la popolazione ammontava a 9.560 abitanti, con un aumento demografico del 19,37% rispetto al censimento del 1991.
Abitanti censiti

## Amministrazione
Il dipartimento, come tutti i dipartimenti della provincia, è composto da un unico comune, suddiviso in 6 distretti (distritos in spagnolo), che corrispondono agli agglomerati urbani disseminati sul territorio:
- Cadetes de Chile
- Desaguadero
- Las Chacritas
- La Gloriosa
- Villa Antigua
- La Paz, sede municipale